# Burago di Molgora

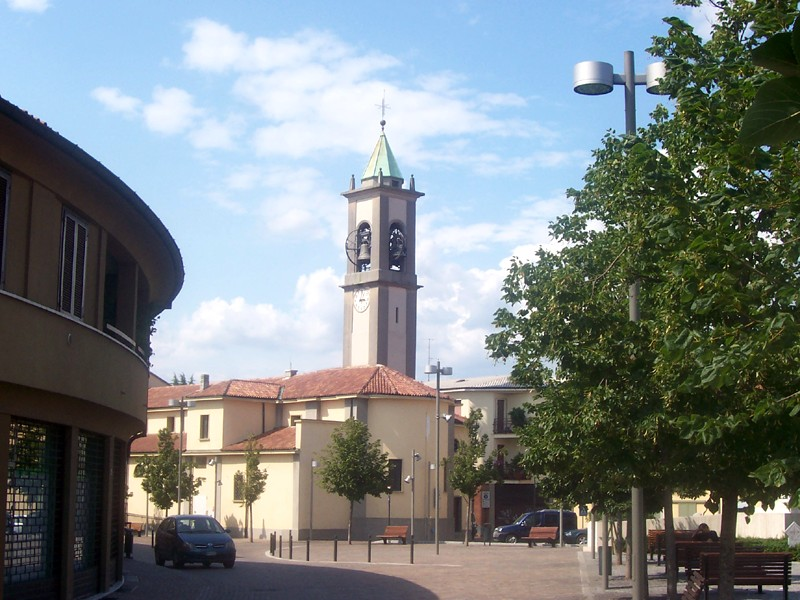
Ss. Vito Modesto, Burago

Burago di Molgora is een gemeente in de Italiaanse provincie Monza e Brianza (regio Lombardije) en telt 4094 inwoners (31-12-2004). De oppervlakte bedraagt 3,4 km², de bevolkingsdichtheid is 1363 inwoners per km².

## Demografie
Burago di Molgora telt ongeveer 1573 huishoudens. Het aantal inwoners daalde in de periode 1991-2001 met 4,2% volgens cijfers uit de tienjaarlijkse volkstellingen van ISTAT.
| Jaar | Inwoneraantal |
| ---- | ------------- |
| 1991 | 4323          |
| 2001 | 4141          |

## Geografie
Burago di Molgora grenst aan de volgende gemeenten: Vimercate, Ornago, Cavenago di Brianza, Agrate Brianza.